# When The Night Closes In
When The Night Closes In är Secret Service femte album utgivet 1985. Inspelad i Park Studio, Älvsjö. Producerades av Secret Service.
"How I Want You", "Let Us Dance Just a Little Bit More ", "When the Night Closes In", och "Night City" släpptes som singlar.  
Jonas Frick regisserade en musikvideo till sex av låtarna från albumet.

## Låtlista
1. Night City 3.39
2. Let Us Dance Just a Little Bit More 4.27
3. Special Songs 3.32
4. Do You Remember 3.26
5. Walking 4.03
6. When the Night Closes In 4.07
7. How I Want You 3.47
8. Closer Every Day 3.10
9. Feel You Near Me 3.04
10. Just a Friend for the Night 3.14

All musik & text Tim Norell & Oson

## Musiker
- Ola Håkansson - sång
- Ulf Wahlberg - syntar
- Tonny Lindberg - gitarr
- Leif Paulsen - bas
- Leif Johansson - trummor
- Tim Norell - syntar

## Cover-versioner
- "Just a friend for the night" spelades in av Tommy Körberg. Då hette låten "Jag vill ha dig här (When I close my eyes) och finns på hans skiva "...är..." från 1988.[3]
- Carola spelade också in samma låt, nu som "When I close my eyes", och finns på hennes skiva "Much More" från 1990.[4]
- Lili och Susie spelade in "Do You Remember" 1987 och finns på deras skiva "Dance Romance"[5], samt "Let us Dance just a little bit more" släpptes som singel 1989.[6]